# Bertolt Brecht
Eugen Berthold Friedrich Brecht (Augsburg, 10 de febrer de 1898 – Berlín Oriental, 14 d'agost de 1956), més conegut com a Bertolt Brecht, va ser un dels dramaturgs i poetes alemanys més influents del segle xx. Fou guardonat repetides vegades, tant a l'Alemanya de l'Est com a la de l'Oest, així com internacionalment.

## Vida i obra
Fill de Bertolt Friedrich Brecht i de Sofie Brecht, Bertolt va anar a l'escola primària des de 1908, i a l'escola secundària a Augsburg fins al 1917. A continuació va començar a estudiar medicina a Múnic, però va haver d'interrompre els estudis l'any següent, ja que el van cridar a files com a soldat sanitari en un hospital militar durant la Primera Guerra Mundial. Durant aquest temps va conèixer Paula Banholzer, la qual va donar llum al seu fill Frank el 1919. Tot fent de soldat alemany, Frank cauria a Rússia el 1943 durant la Segona Guerra Mundial.

### Inicis
A partir de 1920, Brecht va viatjar sovint a Berlín, on va establir relacions amb gent del teatre i de l'escena literària. El 1924 es va traslladar definitivament a Berlín. Al principi, va treballar en aquesta ciutat juntament amb Carl Zuckmayer com a dramaturg al Deutsches Theater de Max Reinhardt. L'any 1922, es va casar amb l'actriu de teatre i cantant d'òpera Marianne Zoff. A partir d'aquell moment, el jove artista va tenir papers al Münchner Kammerspiele i al Deutsches Theater de Berlín. Un any més tard van tenir una filla, Hanne. Poc després, va conèixer la que posteriorment seria la seva segona esposa, Helene Weigel. El 1924 va néixer el seu segon fill, Stefan, i tres anys més tard es va divorciar de Marianne Zoff. El 1929 es va casar amb Helene Weigel, matrimoni del qual va tenir una filla, Barbara.
Des de 1926 va tenir freqüents contactes amb artistes socialistes, els quals van influir àmpliament en la seva ideologia. Les seves primeres obres ja van tenir alguna característica de la seva interpretació de Hegel, les obres del qual va conèixer des de la seva primera joventut, així com dels seus estudis de les obres de Karl Marx. A 29 anys, va publicar la seva primera col·lecció de poemes, Devocionari domèstic; un any més tard, va obtenir el major èxit de teatre de la República de Weimar amb Die Dreigroschenoper (L'òpera dels tres rals), amb música de Kurt Weill.
Brecht sempre va voler influenciar el públic amb les seves actuacions, per això emprava recursos diversos, com per exemple anècdotes, la ràdio, el teatre, i fins i tot el cinema, mitjançant els quals podia arribar al públic corresponent. El seu objectiu era el de contribuir al canvi social. Mostra d'aquesta voluntat, es troba ja en les seves primeres obres com Baal, Tambors en la nit i en la seva col·lecció de poemes Devocionari domèstic. L'òpera dels tres rals, per exemple, critica l'ordre burgès, del qual Brecht es burla representant-lo com una societat de delinqüents. Aquesta obra va ser duta al cinema el 1931 sota la direcció de Georg Wilhelm Pabst i amb la participació de diversos dels artistes que havien protagonitzat l'obra de teatre original.
Un any després, Brecht va portar a terme un projecte de difusió de les seves idees comunistes amb el cinema. Kuhle Wampe (A qui pertany el món?), dirigida per Slatan Dudow i amb música de Hanns Eisler, mostra les opcions que el comunisme pot oferir a un poble alemany colpejat per la crisi de la República de Weimar. La pel·lícula va ser prohibida un any després, quan el règim nazi va arribar al poder a Alemanya, i es mantingué la prohibició durant el període de 1933 a 1945.

### Exili

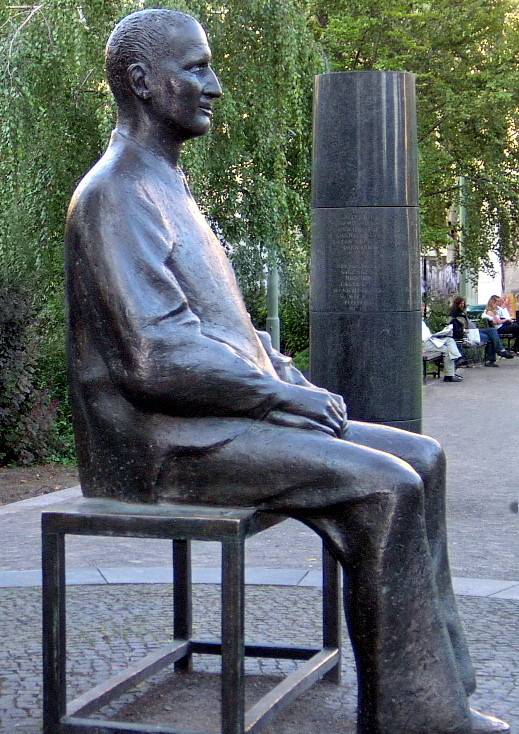
Estàtua de Bertold Brecht per Fritz Cremer

A principis de 1933, la representació de l'obra La presa de mesures va ser interrompuda per la policia i els organitzadors van ser acusats d'alta traïció. El 28 de febrer —un dia després de l'incendi del Reichstag— Brecht, amb la seva família i amics, va abandonar Berlín i van fugir a través de Praga, Viena i Zúric cap a Skovsbostrand (Dinamarca), on va passar cinc anys. El maig de 1933, tots els seus llibres van ser cremats en públic pels nacionalsocialistes.
L'exili de Brecht va ser segurament el moment més dur de la seva vida; però, tanmateix, durant aquest període, va escriure algunes de les seves millors obres. Trobant-se en una situació econòmica difícil, va haver de viatjar a Londres, París, i fins i tot a Nova York, perquè se li permetés la representació de les seves obres. A part de les obres teatrals, va escriure també contribucions per a diverses revistes d'emigrants.
L'any 1939 va abandonar Dinamarca, per viure durant un any en una granja prop d'Estocolm i l'abril de 1940 va fugir cap a Hèlsinki. Durant aquesta època va escriure La vida de Galilei. En aquesta obra de teatre, va retratar en part la seva pròpia situació en la societat: Galilei mai es dirigeix directament contra l'Església; en aquest cas, la Inquisició l'hagués pogut titllar d'heretge. Brecht va actuar de manera semblant durant el seu exili: mai es va pronunciar explícitament crític contra l'autoritat, l'estat i la societat, sinó sempre d'una manera subliminar; amb la crítica justa per no arribar a ser màrtir de les seves pròpies idees.
L'estiu de 1941 va viatjar des de Moscou en l'exprés transsiberià cap a Vladivostok. Des de l'est de l'URSS, va viatjar amb vaixell a Califòrnia (Estats Units), on es va establir a Santa Monica, a prop de Hollywood, i es va proposar treballar en la indústria cinematogràfica.
Ho va aconseguir tan sols en part. A més, va organitzar algunes representacions teatrals menors, en la majoria dels casos en escenaris d'emigrants. Amb prou feines va tenir ocasió d'actuar políticament. Es va descriure a si mateix com un mestre sense alumnes, ja que els nord-americans no semblaven estar interessats en la seva feina. Per tant, va decidir concentrar-se únicament en les seves obres majors, com La vida de Galilei, que va ser estrenada el 9 de setembre de 1943 al teatre de Zuric.
Ja finalitzada la Segona Guerra mundial, la seva situació no millora: el maccarthisme obre una cacera de bruixes contra els intel·lectuals i artistes d'idees comunistes, i les autoritats dels Estats Units, que atribuïen a Brecht idees comunistes, van fer que el 30 d'octubre de 1947 el Comitè d'Activitats Antiamericanes l'interrogués. L'endemà (durant l'estrena de La vida de Galilei a Nova York) Brecht va fugir dels Estats Units i va viatjar des de París cap a Zuric. Allí va passar un any, ja que Suïssa era l'únic país on podia viatjar, car li havia estat prohibida l'entrada a Alemanya occidental. Tres anys després, va obtenir la nacionalitat austríaca.
A començaments de 1949 es va traslladar, amb un passaport txec, des de Praga cap a Berlín de l'Est. Va viure a la casa de Brecht i va ser director general del Deutsches Theater. La tardor del mateix any va fundar, juntament amb Helene Weigel, el Berliner Ensemble. A continuació, va treballar d'una manera molt compromesa per al teatre i va tenir, fins i tot, algunes actuacions per invitació a algunes capitals europees occidentals. Aquest fet li va causar tensions amb la direcció del Sozialistische Einheitspartei Deutschlands (Partit Socialista Unificat d'Alemanya), així com amb representants de la burocràcia cultural i de la vida del teatre, i diverses obres seves van ser rebutjades.
El 1954, fou guardonat amb el Premi Lenin de la Pau entre els pobles.
El maig de 1956, Brecht va ingressar a l'hospital Charité de Berlín Est malalt d'una grip. Va morir el 14 d'agost d'aquest mateix any a Berlín Est a causa d'un atac de cor.

## Teoria i pràctica del teatre

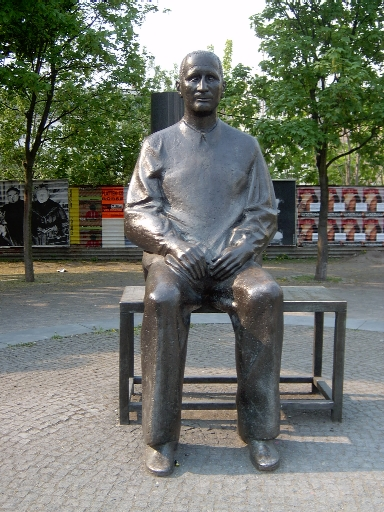
Estàtua de Brecht davant del teatre del Berliner Ensemble a Berlín

Brecht va desenvolupar la teoria i la pràctica combinades del seu teatre èpic sintetitzant i ampliant els experiments d’Erwin Piscator i Vsévolod Meierhold per explorar el teatre com a fòrum d'idees polítiques i la creació d'una estètica crítica del materialisme dialèctic.
Epic Theatre proposava que una obra no hauria de provocar que l'espectador s'identifiqués emocionalment amb els personatges o l'acció davant seu, sinó que hauria de provocar una autoreflexió racional i una visió crítica de l'acció a l'escenari. Brecht pensava que l'experiència d'una catarsi climàtica de l'emoció va deixar un públic complaent. En canvi, volia que el seu públic adoptés una perspectiva crítica per reconèixer la injustícia social i l'explotació i que es mogués a sortir del teatre i produir canvis en el món exterior. Amb aquesta finalitat, Brecht va utilitzar tècniques que recorden a l'espectador que l'obra és una representació de la realitat i no la realitat mateixa. En destacar la naturalesa construïda de l'esdeveniment teatral, Brecht esperava comunicar que la realitat del públic estava construïda igualment i, com a tal, era canviant.
La preocupació modernista de Brecht pel drama com a mitjà va portar al seu refinament de la  forma èpica del drama. Aquesta forma dramàtica està relacionada amb innovacions modernistes similars en altres arts, incloent l'estratègia de capítols divergents a la novel·la Ulisses de James Joyce, l'evolució d'un muntatge  constructivista al cinema de Sergei Eisenstein i la introducció de Picasso del collage cubista a les arts visuals.
Un dels principis més importants de Brecht va ser el que va anomenar el Verfremdungseffekt (traduït com a efecte de desfamiliarització, efecte de distanciament o efecte d'estranyament, i sovint traduït malament com efecte d'alienació). Això implicava, va escriure Brecht, «eliminar l'esdeveniment de la seva qualitat evident, familiar i òbvia i crear una sensació de sorpresa i curiositat per ells». Per a això, Brecht va utilitzar tècniques com l'adreça directa de l'actor al públic, la il·luminació dura i brillant de l'escenari, l'ús de cançons per interrompre l'acció, cartells explicatius, la transposició del text a la tercera persona o al passat en els assajos i pronunciar les indicacions escèniques en veu alta.
En contrast amb molts altres enfocaments avantguardistes, però, Brecht no tenia cap desig de destruir l'art com a institució; més aviat, esperava refuncionar el teatre a un nou ús social. En aquest sentit, va ser un participant vital en els debats estètics de la seva època, especialment sobre la dicotomia  alt art /cultura popular, competint amb persones com Theodor W. Adorno, György Lukács, Ernst Bloch i desenvolupant una estreta amistat amb Walter Benjamin. El teatre brechtiano va articular temes i formes populars amb una experimentació formal avantguardista per crear un realisme modernista que contrastava amb les seves varietats psicològiques i socialistes. «L'obra de Brecht és la més important i original del drama europeu des de Ibsen i Strindberg, argumenta Raymond Williams, mentre que Peter Bürger l'anomena l'escriptor materialista més important del nostre temps».
Brecht també va ser influenciat pel teatre xinès, i va utilitzar la seva estètica com a argument per a Verfremdungseffekt. Brecht creia: «La interpretació xinesa tradicional també coneix l'efecte d'alienació [sic] i l'aplica de manera més subtil. L'intèrpret [xinès] retrata incidents de la màxima passió, però sense que el seu lliurament s'escalfi». Brecht va assistir a una representació d'òpera xinesa i va ser presentat al famós intèrpret d'òpera xinesa Mei Lanfang el 1935. No obstant això, Brecht estava segur de distingir entre el teatre èpic i el xinès. Va reconèixer que l'estil xinès no era una peça de tècnica transportable, i que el teatre èpic pretenia historicitzar i abordar qüestions socials i polítiques.
Brecht va utilitzar la seva poesia per criticar la cultura europea, inclosos els nazis, i la burgesia alemanya. La poesia de Brecht està marcada pels efectes de la Primera i la Segona Guerra Mundial.

Al llarg de la seva producció teatral s'incorporen poemes a les seves obres amb música. El 1951, Brecht va emetre una retractació de la seva aparent supressió de la poesia a les seves obres amb una nota titulada Sobre la poesia i el virtuosisme. Escriu:
| « | No caldrà parlar de la poesia d'una obra de teatre... quelcom que semblava relativament poc important en el passat immediat. No només semblava poc important, sinó enganyós, i la raó no era que l'element poètic s'hagués desenvolupat i observat prou, sinó que la realitat s'havia manipulat en el seu nom... havíem de parlar d'una veritat diferent de la poesia... hem deixat d'examinar les obres d'art des del seu vessant poètic o artístic, i hem obtingut satisfacció amb obres teatrals que no tenen cap mena d'atractiu poètic... Aquestes obres i actuacions poden tenir algun efecte, però difícilment pot ser profund, ni tan sols políticament. Perquè és una peculiaritat del mitjà teatral que comunica consciències i impulsos en forma de plaer: la profunditat del plaer i l'impuls correspondran a la profunditat del plaer. | » |

La poesia més influent de Brecht es presenta al seu Manual de Pietat (Devocions), que l'estableix com un poeta destacat.

## Llegat
La vídua de Brecht, l'actriu Helene Weigel, va continuar dirigint el Berliner Ensemble fins a la seva mort el 1971. La companyia de teatre es va dedicar principalment a representar les obres de Brecht. Les seves obres van ser un focus de la Schauspiel Frankfurt quan Harry Buckwitz era director general, inclosa l'estrena mundial de Die Gesichte der Simone Machard el 1957.
El fill de Brecht, Stefan Brecht, es va convertir en poeta i crític teatral interessat en el teatre d'avantguarda de Nova York.
A més de ser un destacat dramaturg i poeta, Bertolt Brecht també ha estat citat pels estudiosos per fer importants contribucions originals a la filosofia social i política.
Les teories estètiques de Brecht van tenir una gran influència en el cinema radical dels anys 60 i 70. Jean-Luc Godard, Alexander Kluge, Rainer Werner Fassbinder, Nagisa Oshima i Jean-Marie Straub i Danielle Huillet són sovint citats com els principals exponents del cinema brechtià.
Les col·laboracions de Brecht amb Kurt Weill van influir en l'evolució del rock. La Cançó d'Alabama, per exemple, publicada originalment com a poema a Brecht's Hauspostille (1927) i musicada per Weill a Mahagonny, va ser gravada per The Doors al seu àlbum debut homònim, així com per David Bowie i diverses altres bandes i solistes des dels anys 60. A les seves memòries, Bob Dylan va escriure sobre l'enorme impacte que va tenir en ell  Pirate Jenny de The Threepenny Opera. Va escoltar la cançó per primera vegada en un espectacle teatral de Nova York que comptava amb composicions de Brecht i Weill. En aquell moment, Dylan interpretava música popular tradicional i amb prou feines s'havia aventurat en la seva pròpia composició de cançons. Però el poder escandalós de Pirate Jenny va ser una epifania que el va impulsar a començar a experimentar amb les possibilitats de narració de la cançó.

## Traduccions al català
- L'Òpera de Tres Rals. Traducció/versió de Joan Oliver i Feliu Formosa. Barcelona: Editorial Fontanella (Quaderns de Teatre A. D. B.), 1963.
- Me-ti. Llibre dels canvis. Traducció de Segimon Serrallonga. Empúries, 1984.
- Poemes i cançons. Traducció de Feliu Formosa. Empúries, 1998.
- Devocionari domèstic. Traducció de Feliu Formosa. Martorell: Adesiara editorial, 2014.
- Històries de calendari. Traducció de Feliu Formosa. Martorell: Adesiara editorial, 2018